# Charles Guérin (poète)
Pour les articles homonymes, voir Charles Guérin et Guérin.
Charles Guérin, né le 29 décembre 1873 à Lunéville (Meurthe-et-Moselle), où il est mort le 17 mars 1907, est un poète français.

## Biographie

### Jeunesse
Charles Guérin appartient à une dynastie d'industriels lorrains, propriétaire de la célèbre Faïencerie de Lunéville-Saint-Clément, connue aussi sous le nom Keller et Guérin. Au sein de cette grande famille, où il est l'aîné de huit enfants, il reçoit une solide éducation humaniste et religieuse, dont l'influence sur l'œuvre poétique est déterminante. Il fait ses études à Saint-Pierre-Fourier (Lunéville), puis à la Faculté des Lettres de Nancy, où il prépare une licence d'allemand (1894-1897).

### Œuvre et activité littéraire

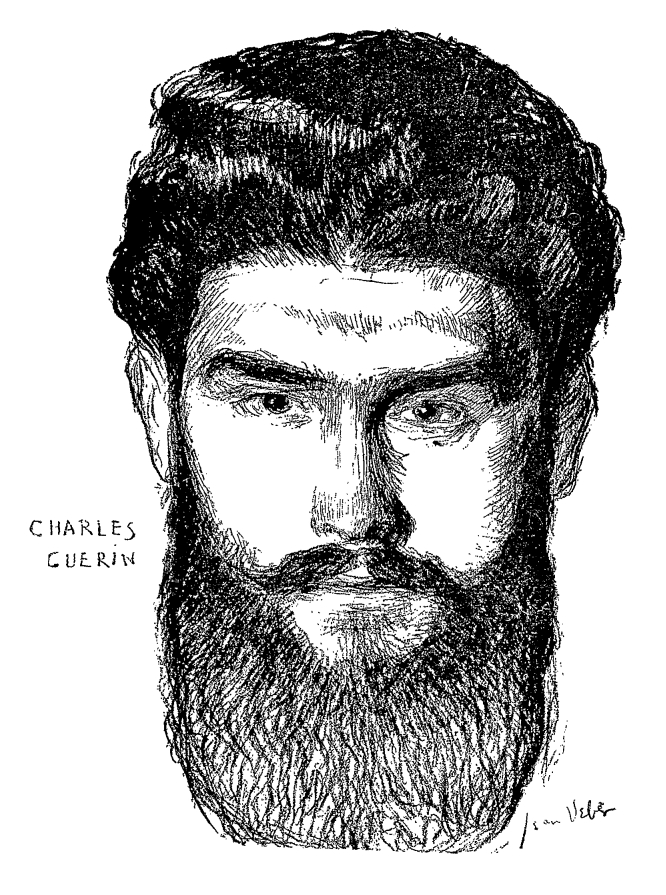
Charles Guérin par Jean Veber.

À ses études le jeune homme préfère largement la poésie. Il publie son premier recueil Fleurs de neige en 1893, puis Joies grises en 1894 et Le Sang des crépuscules en 1895, trois recueils  marqués par l'influence du poète symboliste belge Georges Rodenbach qui préface le premier des trois recueils. Il fait également de nombreux séjours à Paris, où il fréquente les cercles poétiques et littéraires à la mode, en particulier le salon de José-Maria de Heredia et les célèbres Mardis symbolistes de Stéphane Mallarmé, qui préface Le Sang des Crépuscules. Alfred Vallette, directeur du Mercure de France, lui confie la rédaction de quelques articles de critique littéraire et artistique et édite ses œuvres : Le Cœur solitaire, Le Semeur de cendres et L'Homme intérieur. Charles Guérin se consacre désormais entièrement à la littérature, écrit de nombreux poèmes, dont beaucoup ne seront jamais publiés, un projet de roman, des notes diverses de voyage... Il collabore aussi à plusieurs revues dont L'Ermitage et fréquente de nombreux jeunes écrivains : Paul Léautaud, Maurice Magre, Paul Fort, Jean Viollis, Albert Samain, et surtout, à partir de 1897, Francis Jammes, auquel le lie une grande et profonde amitié et qui est le dédicataire de plusieurs poèmes.

### Voyages
La vie parisienne de Charles Guérin est entrecoupée de nombreux voyages à l'étranger : en Allemagne, particulièrement à Bayreuth, où il découvre avec enthousiasme l'œuvre de Richard Wagner, mais aussi en Belgique, en Suisse, en Italie... Ou encore sur la Côte d'Azur, ou dans le Béarn, à Orthez (Basses-Pyrénées) chez Francis Jammes.

### La fin
Un amour passionné et malheureux pour Jeanne Blumer, mais surtout une sensibilité irrémédiablement mélancolique et une santé fragile épuisent vite le poète, qui meurt prématurément d'une tumeur au cerveau, à l'âge de 33 ans, le 17 mars 1907.
La sincérité, la douleur et la profondeur de son œuvre situent Charles Guérin dans la pure tradition lyrique de la poésie française, entre Symbolisme et Parnasse, à la transition des XIXe et XXe siècles.

## Œuvres
- Fleurs de Neige, Nancy, Crépin-Leblond, 1893. Publié sous le pseudonyme : Heirclas Rügen (anagramme de « Charles Guérin »).
- Georges Rodenbach, Nancy, Crépin-Leblond, 1893. Texte signé Heirclas Rügen, mais publié sous le nom de Charles Guérin.
- L'Art Parjure, Munich, H. Kutzner, 1894. Réédition en 2018 par les Éditions Kasemate[3].
- Joies grises  (préf. Georges Rodenbach), Paris, P. Ollendorff, 1894.
- Le Sang des Crépuscules, Paris, Mercure de France, 1895, avec un Prélude musical de Percy Pitt et une préface de Stéphane Mallarmé.
- Le Cœur Solitaire, Paris, Mercure de France, 1898.
- Le Semeur de cendres, Paris, Mercure de France, 1901.
- L'Homme intérieur, Paris, Mercure de France, 1905.

### Publications posthumes
- " Douze sonnets " illustrations de William Fel dont un frontispice gravé au vernis mou, Librairie des Amateurs A. Ferroud - F. Ferroud successeur, Paris, 1922
- Le Semeur de cendres  (ill. Auguste Leroux), Paris, Librairie des amateurs, 1923.
- Premiers et derniers vers, Paris, Mercure de France, 1923. Contient : Fleurs de neige. Joies grises. Le Sang des crépuscules. Derniers vers.
- Œuvres, Paris, Mercure de France, 1926-1929. 3 volumes. Réédition des œuvres. Notice d'Henry Dérieux.
- Poèmes choisis, Paris, Bernard Grasset, 1972. Édition établie et présentée par Dominique Robaux.

Le Cœur solitaire, Le Semeur de cendres et L'Homme intérieur, de Charles Guérin, peu réédités, ainsi que son Georges Rodenbach qui ne le fut jamais, sont disponibles sur Gallica (cf. infra).
Un poème de Charles Guérin, Au bout du chemin, extrait du Semeur de Cendres, a été mis en musique et interprété par Guy Béart.

## Prix
- Prix Archon-Despérouses 1902[4].
- Prix Saintour 1954.

## Ouvrages sur Charles Guérin
- J.-B. Hanson, Le poète Charles Guérin, Paris, Éditions Nizet & Bastard, 1935.
- Jacques Nanteuil, L'Inquiétude religieuse et les poètes d'aujourd'hui, essais sur Jules Laforgue, Albert Samain, Charles Guérin, Francis Jammes, Bloud et Gay – 1925